# Chrysocharis kimamaensis
Chrysocharis kimamaensis är en stekelart som beskrevs av Christer Hansson 1987. Chrysocharis kimamaensis ingår i släktet Chrysocharis och familjen finglanssteklar. Inga underarter finns listade i Catalogue of Life.